# 勒格朗马迪约
勒格朗马迪约（法語：Le Grand-Madieu，法語發音：[lə ɡʁɑ̃ madjø]）是法国夏朗德省的一个市镇，属于孔福朗区。

## 地理
勒格朗马迪约（45°56'24"N, 0°26'41"E）面积8.4 平方千米，位于法国新阿基坦大区夏朗德省，该省份为法国西部内陆省份，北起德塞夫勒省和维埃纳省，东临上维埃纳省，东南至多尔多涅省，南至多爾多涅省，西接滨海夏朗德省。
与勒格朗马迪约接壤的市镇（或旧市镇、城区）包括：帕尔扎克、圣克洛、圣洛朗德塞里、蒂尔贡、勒维厄塞里耶。

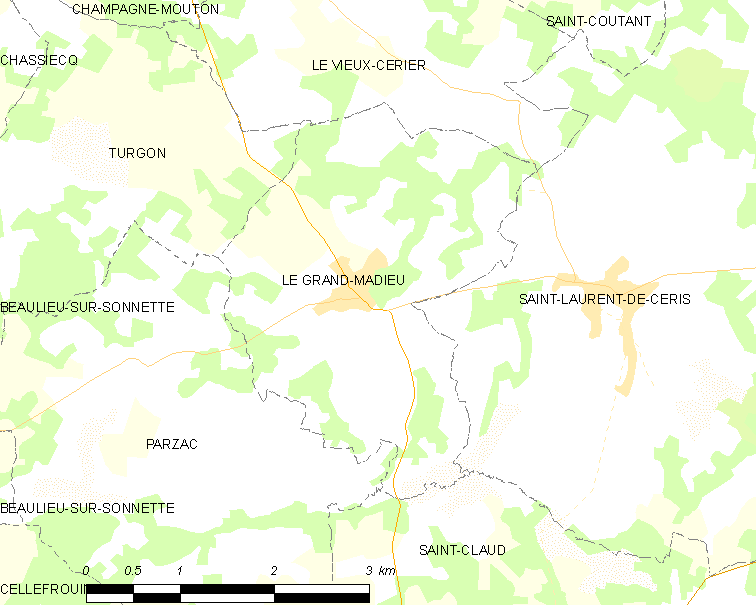
勒格朗马迪约的OSM定位图

勒格朗马迪约的时区为UTC+01:00、UTC+02:00（夏令时）。

## 行政
勒格朗马迪约的邮政编码为16450，INSEE市镇编码为16157。

## 政治
勒格朗马迪约所属的省级选区为夏朗德-博尼约尔县。

## 人口

1962-2008年间勒格朗马迪约人口变化图示

勒格朗马迪约于2022年1月1日时的人口数量为154人。